# Mesjok bez dna
Mesjok bez dna (russisk: Мешок без дна) er en russisk spillefilm fra 2018 af Rustam Khamdamov.

## Medvirkende
- Svetlana Nemoljajeva
- Sergej Koltakov
- Anna Mikhalkova
- Andrej Kuzitjev
- Kirill Pletnjov